# SN 1954P
SN 1954P – supernowa odkryta 1 czerwca 1954 roku w galaktyce A134800+0921. W momencie odkrycia miała maksymalną jasność 19,50m.